# Jenny Adler-Herzmark
Jenny Adler-Herzmark (geboren am 15. Mai 1877 in Riga, Lettland, als Scheine Blume; gestorben am 25. Januar 1950 in Chicago, USA) war die erste Chefärztin des Gewerbeinspektorats der Ersten Republik Österreichs und zählt somit zu den bedeutendsten Arbeits- und Sozialmedizinerinnen vor 1938. Neben ihrem Einsatz in der österreichischen Arbeiterbewegung war sie Mitbegründerin des Jüdischen Frauenbundes Deutsch-Österreichs. Zudem übersetzte sie russische Literatur, hauptsächlich zur ersten russischen Revolution von 1905.

## Leben und beruflicher Werdegang
Geboren wurde Jenny Adler-Herzmark als Scheine Blume. Ihre Eltern waren Jossel Herzmark (1851–1941) und Hassa Debora Herzmark, geb. Berelovna (* 1856). Sie studierte bis 1899 an der Universität Zürich sowie zwischen 1901 und 1903 in Wien Medizin. Im Jahr 1904 promovierte sie an der Universität Zürich und begann 1905 ihre beruflich Laufbahn als Ärztin in Wien als Hospitantin am Maria-Theresia-Frauen-Hospital. Nachdem ihr Studienabschluss 1910 durch die Universität Wien nostrifiziert wurde, führte sie eine Arztpraxis für Frauen- und Kinderheilkunde in Wien.
Während des Ersten Weltkrieges arbeitete sie im Reservespital in Wien als Chefärztin der Isolierabteilung und verfasste zu dieser Zeit verschiedene wissenschaftliche Arbeiten und Zeitungsartikel. Einen Artikel über Fleckfieber und Entlausungsmethoden veröffentlichte sie 1915 in der Zeitschrift „Der Militärarzt“. Zeitgleich war sie im Verein zur Errichtung von Volksküchen aktiv.
Adler-Herzmark trat 1911 in die Sozialdemokratische Arbeiterpartei Österreich (SdAPÖ) ein. Seitdem verknüpfte sie ihr berufliches Wirken mit ihrer sozialdemokratischen Einstellung. So schrieb sie für partei- und gewerkschaftseigene Publikationen und hielt Vorträge, wobei sie sich frauenspezifischen Themen in den Bereichen Gesundheit und Hygiene widmete.
Als Gewerbeinspektorin in Wien begann sie ihre Karriere 1919. Zunächst war sie als Ärztin des Arbeitsinspektorats, später als Chefärztin des Gewerbeinspektorates tätig. Da es für die ärztliche Mitwirkung im Gewerbeinspektorat und in der Gewerbeaufsicht keine gesetzliche Regelung gab, leistete sie Pionierarbeit und schaffte verwaltungstechnische Strukturen für diesen Sektor. Den Fokus als Arbeitsmedizinerin des Gewerbeinspektorates setzte sie insbesondere auf verschiedene Frauenfragen und leistete dahingehend Aufklärungs- und Informationsarbeit. Außerdem erforschte sie als Chefärztin des Gewerbeinspektorates die pathologischen Auswirkungen chemischer Substanzen wie Blei oder Benzol auf den Organismus.
Als Mitgründerin des Jüdischen Frauenbunds für Deutsch-Österreich, der im Jahr 1922 ins Leben gerufen wurde, fungierte sie in den 1920er-Jahren als Vizepräsidentin. Im Zuge des Novemberpogroms wurde der jüdische Frauenbund 1938 verboten.
Als die Nationalsozialisten an die Macht kamen, wurden sie und ihre Familie aufgrund ihrer jüdischen Herkunft verfolgt. Sie emigrierten 1939 nach Frankreich und wanderten 1942 in die USA aus, wo Adler-Herzmark weiter als Ärztin praktizierte.

## Familie
Am 29. März 1909 heiratete Jenny Herzmark den sozialdemokratischen Politiker, Philosophen und austromarxistischen Theoretiker Max Adler. Die beiden pflegten seit Jahren eine enge Freundschaft miteinander. Es wird behauptet, dass Max Adler sich gegen eine Ehe sträubte, sich Jenny Herzmark aber schlussendlich durchsetzte. Aus der Ehe gingen zwei Kinder – Leonore (1910–1988) und Robert Adler (1913–2007) – hervor. Über das Privatleben der Familie Adler-Herzmark ist wenig bekannt. Der Lebensstil der Familie wird als kleinbürgerlich und bescheiden beschrieben. Die Tochter Lore beschrieb die Beziehung ihrer Eltern als Gemeinschaft zweier selbständiger Menschen, die einander achteten.

## Übersetzungen (aus dem Russischen)
- Berezovskij, A. P.: Die Odyssee des „Knjas Potemkin“. Tagebuchblätter von Kirill, Mitgl. d. revolut. 1908
- Schiffscomités [d.i. A. P. Berezovskij]. Ignaz Brand, Wien, 1906.
- Rěšetnikov, Feodor Michajlovič: Die Leute von Podlipnaja, Carl Konegen, 1907.
- Kuprin, Aleksandr: Der Moloch und andere Novellen. Carl Konegen, Wien, 1907.

## Publikationen (Auswahl)
- Über die Einwirkung des Wasserstoffsuperoxyds auf Hippomelanin. In: Biochemische Zeitschrift 49 Jg. 1913, S. 130–136.
- Fleckfieberfälle und Entlausungsmethoden. In: Der Militärarzt 16, Juni 1915, S. 257–262
- Soziale Erziehung. In: Arbeiterzeitung, 28. Dezember 1918, S. 6
- Allgemeine Gewerbehygiene für Arbeiter. Reichenberg: Zentralgewerkschaftskommission des Deutschen Gewerkschaftsbundes in der Tschechoslowakei Jg. 1921 (Lehrbehelfe für Betriebsräteschulen, Nr. 3).
- Hygiene der Fabrikarbeiterin – In: Arbeiterinnen-Zeitung, Nr. 30/5, Jg. 1921, S. 6–7.
- Hygiene der Frau. Prag: Zentralstelle für das Bildungswesen der Deutschen sozialdemokratischen Arbeiterpartei Jg. 1925.
- Gem. mit Mekiska, Hans: Der praktische Arbeiterschutz. Unfallverhütung und Gewerbehygiene. Wien: Verlag der Wiener Volksbuchhandlung Jg. 1925.
- Gewerbehygienisches aus Deutschland – In: Arbeit und Wirtschaft Jg. 1927, Nr. 23, S. 989–992.
- Ein Fall von tödlicher Vergiftung durch nitrose Gase beim Lichtbogenschweißen. In: Zentralblatt für Gewerbehygiene und Unfallverhütung Jg. 1929, Nr. 16.
- Die entschädigungspflichtigen Berufskrankheiten. In: Arbeiterschutz Nr. 1, Jg. 1929, S. 9.
- Elf Jahre gewerbeärztlicher Praxis – In: Handbuch der Frauenarbeit in Österreich – Wien: Kammer für Arbeiter und Angestellte, Jg. 1930, S. 516–521.
- Gem. mit Küchler, Ingeborg: Erste Hilfe bei Unfällen: mit einem Anhang über zivilen Luftschutz und Rettungsschwimmen. Schadenverhütung Verlag-Ges., Jg. 1932.